# Riocentro Sur
Riocentro Sur es un centro comercial ubicado en Guayaquil, Ecuador. El complejo es propiedad del Grupo El Rosado, y fue inaugurado el 30 de julio de 2004.
El centro comercial ocupa un área de 35.000 metros cuadrados y cuenta con más de 100 locales comerciales, patio de comidas y diez salas de cine de la cadena Supercines, incluyendo lo que al momento de su inauguración era la pantalla de cine más grande de las Américas. El costo de construcción del complejo superó los 15 millones de dólares.
En un estudio realizado por Ipsa Group en 2011, se determinó que era el cuarto centro comercial más visitado de la ciudad con un 11% de afluencia, superado por Mall del Sol, Mall del Sur y San Marino Shopping. Sin embargo, en la actualidad el CityMall ocupa el tercer lugar entre los centros comerciales más visitados.

## Locales y tiendas
Algunas tiendas del centro comercial son:

#### Patio de comidas y restaurantes
- KFC
- Menestras del Negro
- Tenedor de oro
- Mayflower
- Chilis
- Carl's Jr.

#### Tiendas de ropa y zapatos
- Marathon Sports
- Payless ShoeSource

#### Entretenimiento
- Supercines
- Mundijuegos
- HomeTown Gym

#### Hipermarket
- Mi Comisariato
- Ferrisariato
- Rio Store

#### Tecnología y electrodomésticos
- Almacenes La Ganga
- Advance
- Computer Zone
- Claro

#### Agencias y establecimientos bancarios
- Banco Pichincha
- Banco Guayaquil
- Banco del Pacífico
- Western Union